# Fazu Alijeva
Fazu Gamzatovna Alijeva (in russo Фазу Гамзатовна Алиева?; Giničutl', 5 dicembre 1932 – Machačkala, 1º gennaio 2016) è stata una poetessa, romanziera, saggista e attivista russa. Contribuì in modo significativo allo sviluppo della letteratura russa e di quella del Daghestan, e fu anche un'attivista per i diritti umani.

## Biografia
Nacque a Ginichutl, nel distretto di Chunzachskij. Dal 1954 al 1955 studiò presso l'Istituto pedagogico femminile del Daghestan, mentre nel 1961 si laureò all'Istituto letterario Maxim Gorky.
Nella sua vita pubblicò oltre 102 poesie e libri in prosa, scritti in russo e avaro e poi tradotti in altre 68 lingue, tra cui l'inglese, il francese, lo spagnolo, il tedesco, l'hindi, lo swahili, il tamil e il polacco. La sua prima opera fu pubblicata nel 1949 sul giornale bolscevico "Большевик гор" e sul quotidiano in lingua avara "Комсомолец Дагестана". I critici dell'epoca rimasero colpiti dallo straordinario talento dell'aspirante poetessa e ne ammirarono lo spirito luminoso e raggiante. Secondo la stessa Alijeva, le sue poesie erano in grado di purificare e alleggerire l'animo dei lettori.